# Viktor Vorochilov
Viktor Fiodorovitch Vorochilov (en russe : Виктор Федосович Ворошилов) est un footballeur international et entraîneur de football soviétique né le 15 août 1926 à Moscou et mort le 5 mars 2011 dans la même ville.

## Biographie
Natif de Moscou, Viktor Vorochilov effectue sa formation de footballeur au sein de plusieurs équipes de la ville avant d'intégrer en 1944 les réserves du Krylia Sovetov Moscou où il évolue jusqu'en 1948, ne faisant jamais la moindre apparition en équipe première. Il rejoint en 1949 le Krylia Sovetov Kouïbychev avec qui il fait ses débuts professionnels en première division le 17 mai contre le Spartak Moscou. Il inscrit par la suite son premier but le 25 septembre face au Lokomotiv Kharkov lors d'une victoire 2-0.
S'imposant rapidement comme titulaire en attaque où il est accompagné par Aleksandr Goulevski (ru), Vorochilov atteint en 1951 la barre des dix buts marqués en championnat et participe en 1953 au bon parcours du club en coupe nationale, prenant part à la finale perdue face au Dynamo Moscou. Il passe en tout quatre saisons au Krylia Sovetov, totalisant 185 matchs joués pour 49 buts marqués.
Vorochilov quitte Kouïbychev en 1956 pour retrouver Moscou où il signe en faveur du Lokomotiv Moscou. Il y devient rapidement un des principaux buteurs titulaires et prend notamment part à la finale victorieuse en coupe nationale contre le Spartak Moscou en 1957 durant laquelle il porte le brassard de capitaine. Il atteint par la suite la barre des dix buts inscrits en championnat lors de la saison 1958. Cette dernière année le voit de plus être appelé en sélection pour la seule fois de sa carrière dans le cadre d'un match amical contre la Tchécoslovaquie le 30 août 1958. Vorochilov marque un but tandis que les siens s'imposent 2-1.
Il connaît sa meilleure performance au cours de la saison 1961 durant laquelle il marque 20 buts en 28 rencontres de championnat, terminant deuxième meilleur buteur à deux unités de Guennadi Goussarov. Après son départ du Lokomotiv à l'issue de l'exercice 1962, il met un terme définitif à sa carrière à l'âge de 36 ans. Durant son passage de sept saisons entre 1956 et 1962, Vorochilov affiche un bilan de 176 matchs joués pour 67 buts inscrits en sept saisons pour le club. Combiné à ses performances au Krylia Sovetov, il atteint notamment les 107 buts marqués en première division, ce qui lui permet d'intégrer l'officieux club Grigori Fedotov (en) qui récompense les joueurs ayant marqués plus de 100 fois en championnat.
Se reconvertissant comme entraîneur après la fin de sa carrière, Vorochilov intègre l'encadrement technique du Lokomotiv Moscou sous les ordres de Boris Arkadiev entre 1963 et 1965. Il occupe ensuite une fonction similaire au Chakhtior Donetsk durant les années 1968 et 1969 avant de faire son retour au Lokomotiv de 1970 à 1972. Il devient par la suite entraîneur au sein du centre de formation de ce dernier club entre 1973 et 1991.
Il meurt le 5 mars 2011 à Moscou à l'âge de 84 ans.

## Statistiques
| Saison                | Club                      | Championnat           | Championnat | Championnat | Coupe(s) nationale(s) | Coupe(s) nationale(s) | Total | Total |
| Saison                | Club                      | Division              | M.          | B.          | M.                    | B.                    | M.    | B.    |
| 1949                  | Krylia Sovetov Kouïbychev | D1                    | 27          | 1           | -                     | -                     | 27    | 1     |
| 1950                  | Krylia Sovetov Kouïbychev | D1                    | 35          | 7           | 7                     | 0                     | 42    | 7     |
| 1951                  | Krylia Sovetov Kouïbychev | D1                    | 26          | 10          | 4                     | 3                     | 30    | 13    |
| 1952                  | Krylia Sovetov Kouïbychev | D1                    | 13          | 4           | 1                     | 0                     | 14    | 4     |
| 1953                  | Zénith Kouïbychev         | D1                    | 21          | 7           | 3                     | 0                     | 24    | 7     |
| 1954                  | Krylia Sovetov Kouïbychev | D1                    | 24          | 8           | 1                     | 2                     | 25    | 10    |
| 1955                  | Krylia Sovetov Kouïbychev | D1                    | 22          | 7           | 1                     | 0                     | 23    | 7     |
| Sous-total            | Sous-total                | Sous-total            | 168         | 44          | 17                    | 5                     | 185   | 49    |
| 1956                  | Lokomotiv Moscou          | D1                    | 20          | 8           | -                     | -                     | 20    | 8     |
| 1957                  | Lokomotiv Moscou          | D1                    | 22          | 9           | 5                     | 1                     | 27    | 10    |
| 1958                  | Lokomotiv Moscou          | D1                    | 21          | 10          | 3                     | 1                     | 24    | 11    |
| 1959                  | Lokomotiv Moscou          | D1                    | 18          | 4           | 1                     | 0                     | 19    | 4     |
| 1960                  | Lokomotiv Moscou          | D1                    | 30          | 7           | -                     | -                     | 30    | 7     |
| 1961                  | Lokomotiv Moscou          | D1                    | 28          | 20          | 4                     | 1                     | 32    | 21    |
| 1962                  | Lokomotiv Moscou          | D1                    | 23          | 5           | 1                     | 1                     | 24    | 6     |
| Sous-total            | Sous-total                | Sous-total            | 162         | 63          | 14                    | 4                     | 176   | 67    |
| Total sur la carrière | Total sur la carrière     | Total sur la carrière | 323         | 144         | 14                    | 7                     | 337   | 151   |

## Palmarès
| Krylia Sovetov Kouïbychev - Coupe d'Union soviétique : - Finaliste : 1953. |  | Lokomotiv Moscou - Championnat d'Union soviétique : - Vice-champion : 1959. - Coupe d'Union soviétique (1) : - Vainqueur : 1957. |